# Brissalius vannoordenburgi
Brissalius vannoordenburgi is een zee-egel uit de familie Brissidae.
De wetenschappelijke naam van de soort werd, tegelijk met die van het geslacht, waarvan dit de typesoort is, in 2008 gepubliceerd door S.E. Coppard.